# Coure fosc
El coure fosc (Lycaena tityrus) és una espècie de lepidòpter papilionoïdeu de la família dels licènids (Lycaenidae) present als Països Catalans.

## Taxonomia
Lycaena bleusei (Oberthür, 1884), sovint considerada una subespècie de L. tityrus, ha estat recentment elevada a espècie d'acord a estudis genètics, variació del patró de les ales, modelatge de nínxol i distribució.

## Distribució
S'estén per gran part d'Europa fins als 58°N i per l'Àsia fins a Sibèria, Kazakhstan i l'Altai. A Europa, es troba des del nord de la península Ibèrica fins al nord d'Alemanya, estats bàltics, nord-oest de Rússia, península Itàlica i Grècia. Absent de les principals illes mediterrànies, excepte Sicília i Samos, així com de les illes Britàniques, Dinamarca, Escandinàvia i Finlàndia. A la península Ibèrica està limitat al terç nord, on ocupa la Serralada Cantàbrica i els Pirineus. A Catalunya es troba principalment als Pirineus, amb presència escassa als Prepirineus. Antigament també era present al Montseny i zones properes, així com en diversos punts de la Serralada Litoral propers a la ciutat de Barcelona, però aquestes poblacions fa dècades que es van extingir.

## Descripció
Envergadura alar d'entre 25 i 30 mm. Marcat dimorfisme sexual per la diferent coloració de l'anvers i en tenir la femella les ales més arrodonides. L'anvers del mascle té un color de fons marró fosc amb nombrosos punts negres repartits per ambdues ales, però més marcats a l'ala anterior, així com una franja taronja esvaïda prop del marge. La femella presenta l'anvers de l'ala anterior de color taronja, habitualment enfosquit, i amb nombrosos punts negres repartits com en el mascle. L'anvers de l'ala posterior és marró fosc amb diversos punts negres, així com una franja taronja prop del marge que inclou diversos punts negres en el seu interior. Revers semblant en ambdós sexes, amb el color de fons beix, tot i que en el mascle pot ser grogós, i en la femella més ataronjat. Ambdues ales presenten nombrosos punts negres ben marcats i distribuïts irregularment, així com una franja taronja prop del marge, la qual està envoltada de taques negres.

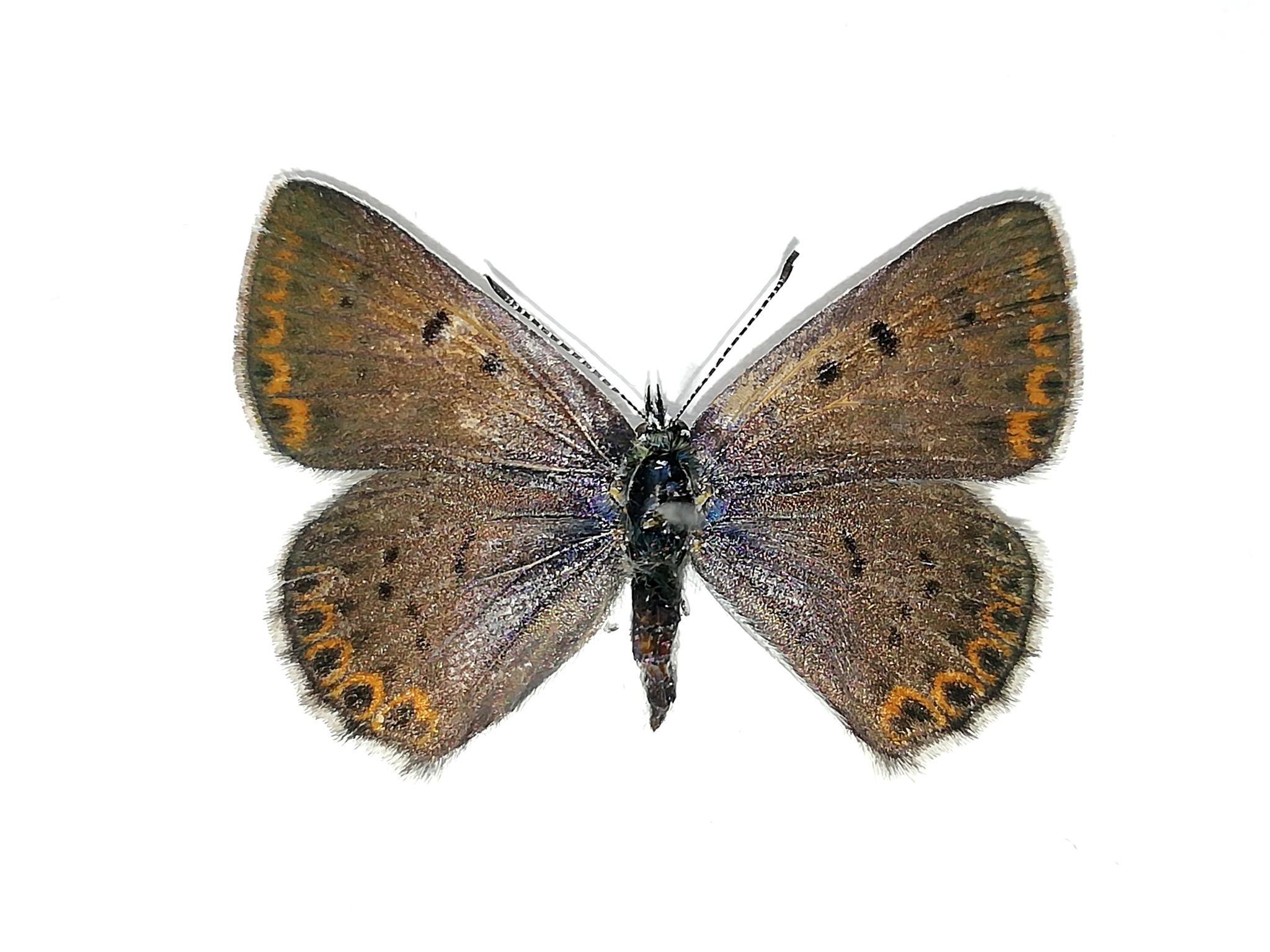
♂
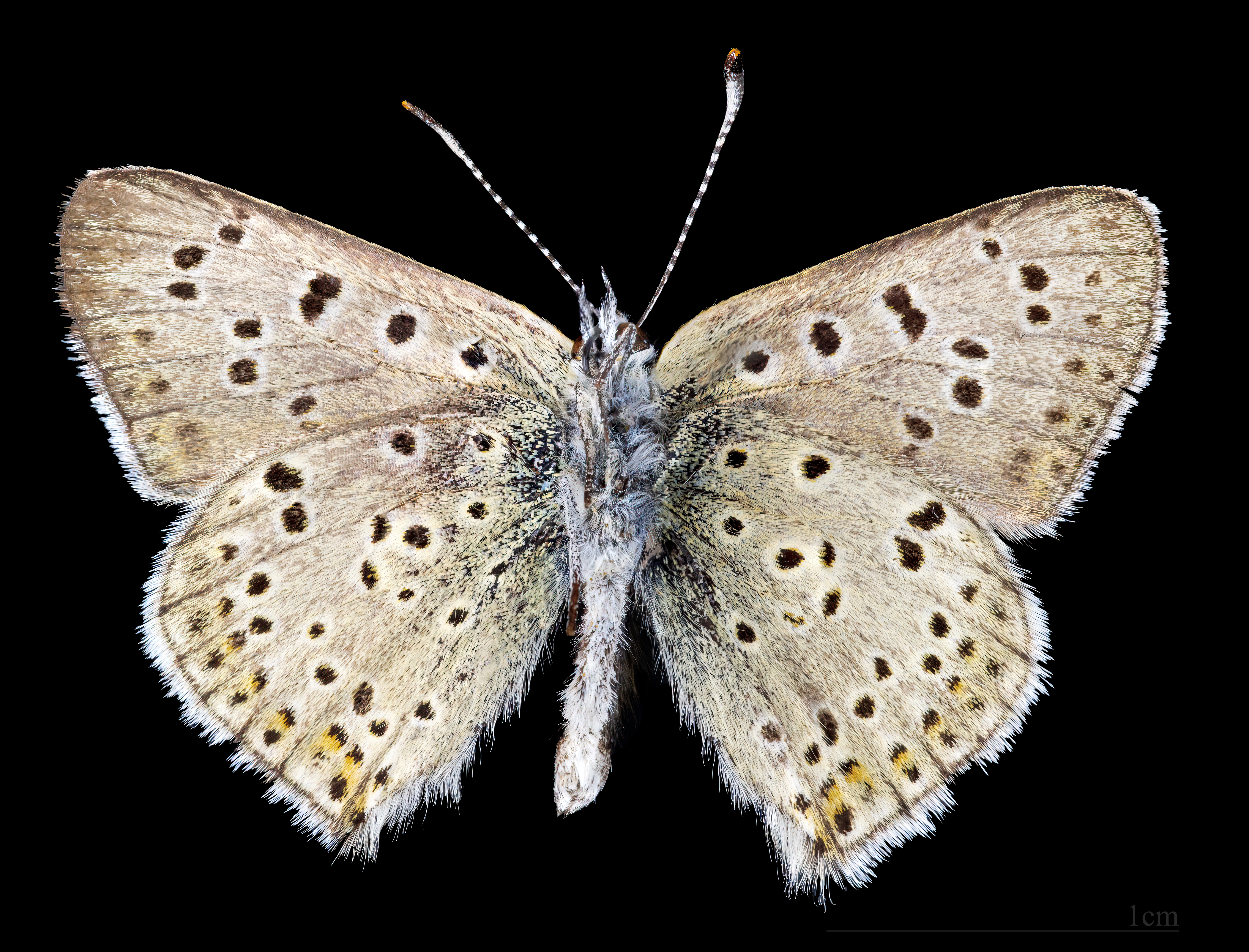
♂ △
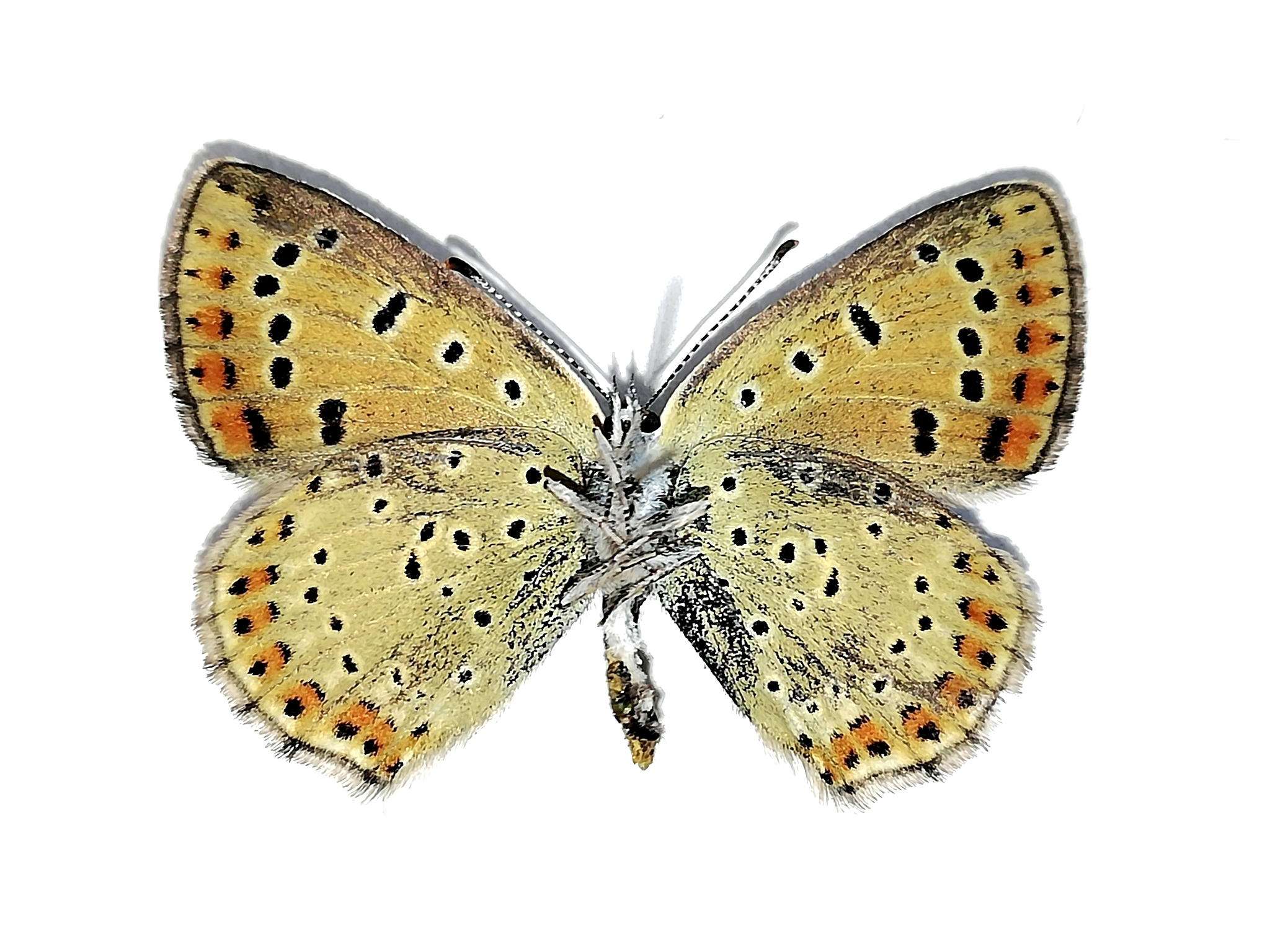
♀ △

## Hàbitat
Prats mesòfils o humits amb abundància de flors i gestionats de forma extensiva, és a dir, amb un màxim de dues segues a l'any, així com, menys habitualment, clarianes i vorades de bosc. Rang altitudinal des dels 50 m fins als 2500 m. L'eruga s'alimenta de diverses poligonàcies del gènere Rumex, sobretot l'agrella (R. acetosa) i l'agrelleta (R. acetosella).

## Període de vol i hibernació
Vola en dues generacions a baixa altitud, amb la primera generació entre abril i juny i la segona entre juliol i principi de setembre. Per sobre dels 1500 m presenta una única generació des de finals de juny a setembre. Hiberna com a eruga.

## Comportament i particularitats biològiques
Es tracta d'una espècie territorial, en la qual els mascles es mostren molt agressius envers qualsevol insecte que penetri al seu territori. Les erugues de les poblacions que viuen a major alçada presenten un desenvolupament més lent i una major resistència al fred respecte a les poblacions de baixa altitud. Aquesta diferenciació sembla explicar-se per un gen que codifica un enzim que participa en el metabolisme energètic.

## Espècies ibèriques similars
- Coure tornassolat (Lycaena alciphron)
- Lycaena bleusei
- Coure violeta (Lycaena helle)
- Coure de mollera (Lycaena hippothoe)
- Coure comú (Lycaena phlaeas)
- Coure roent (Lycaena virgaureae)

## Galeria

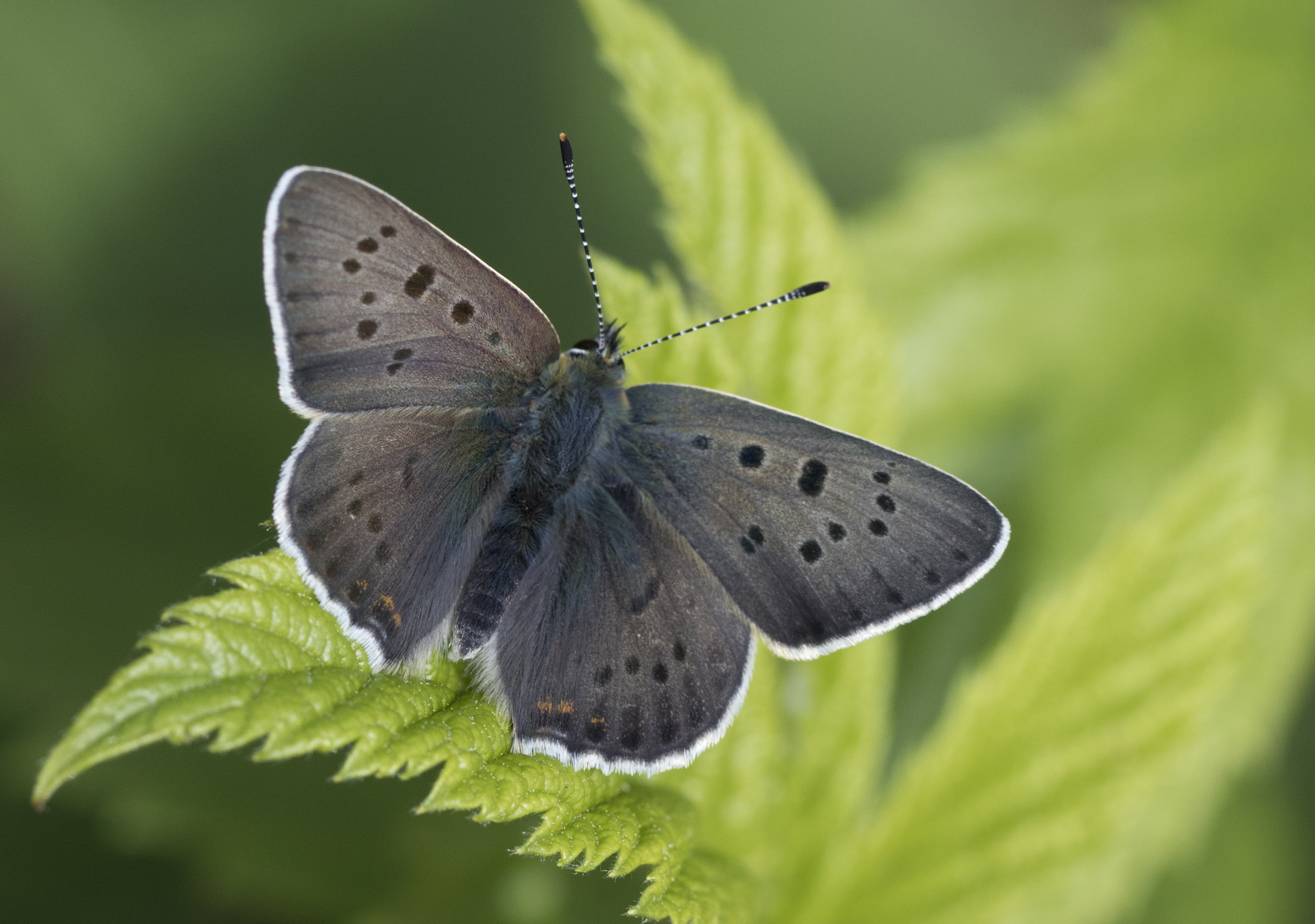
Anvers d'un mascle
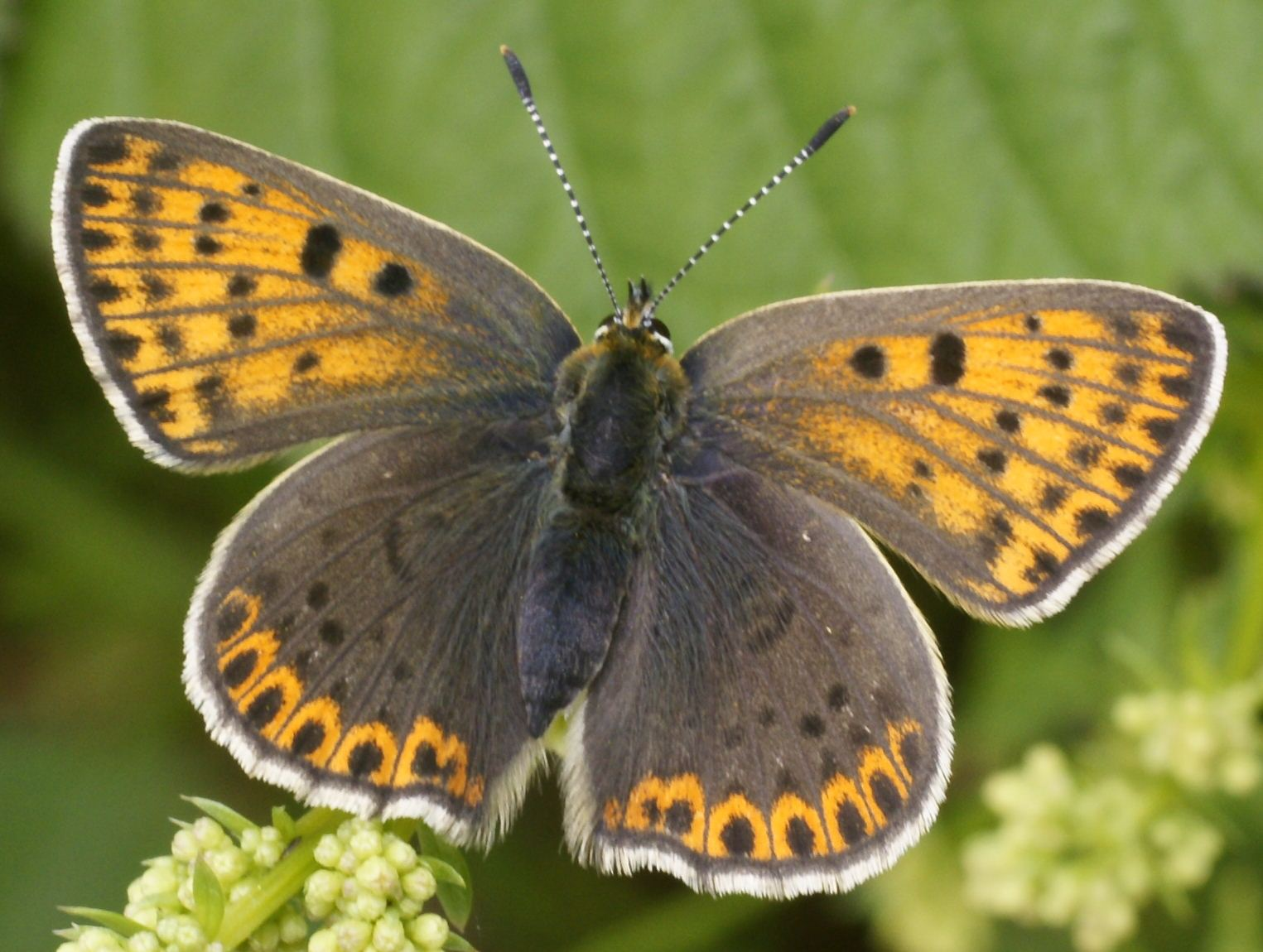
Anvers d'una femella
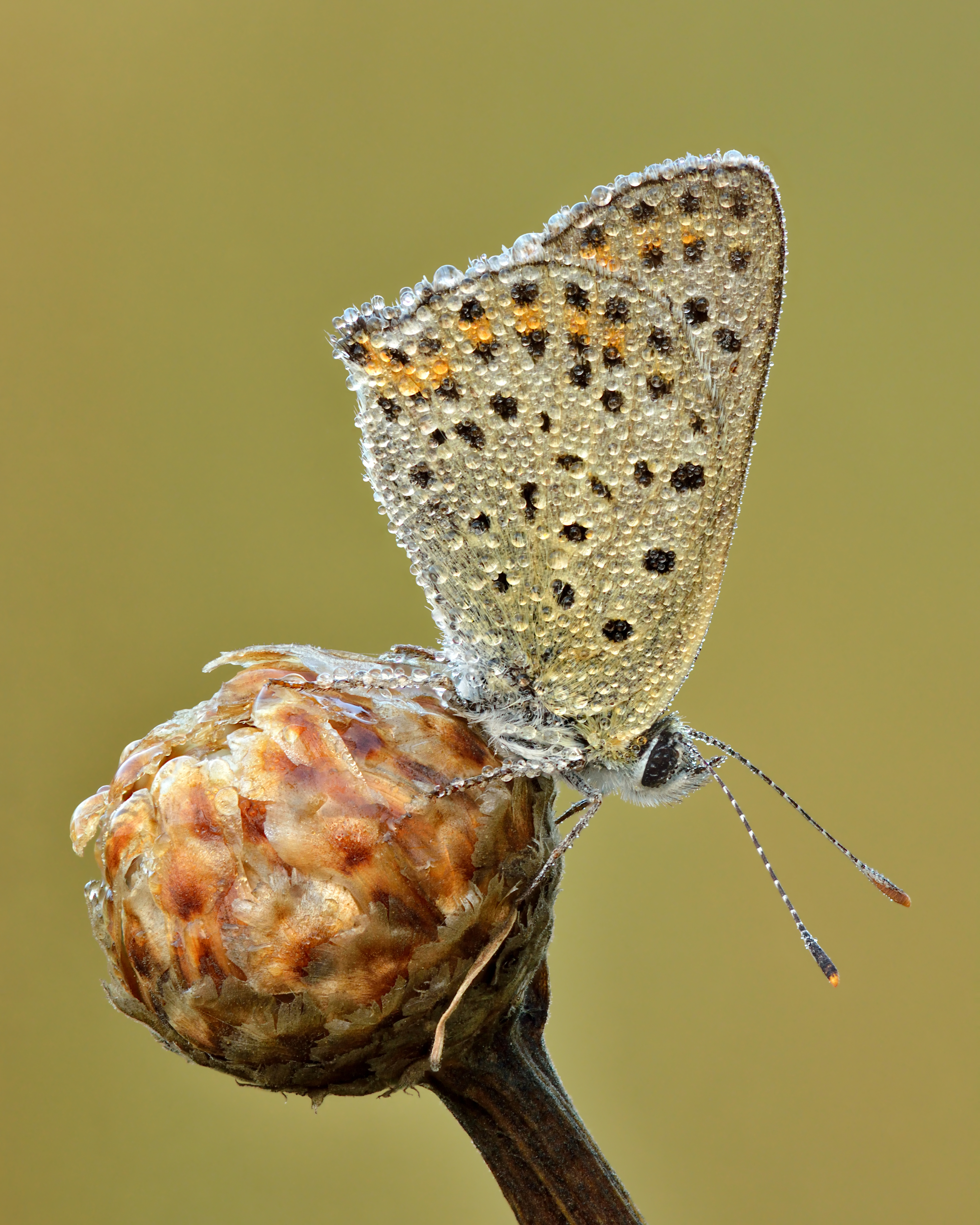
Revers d'un adult
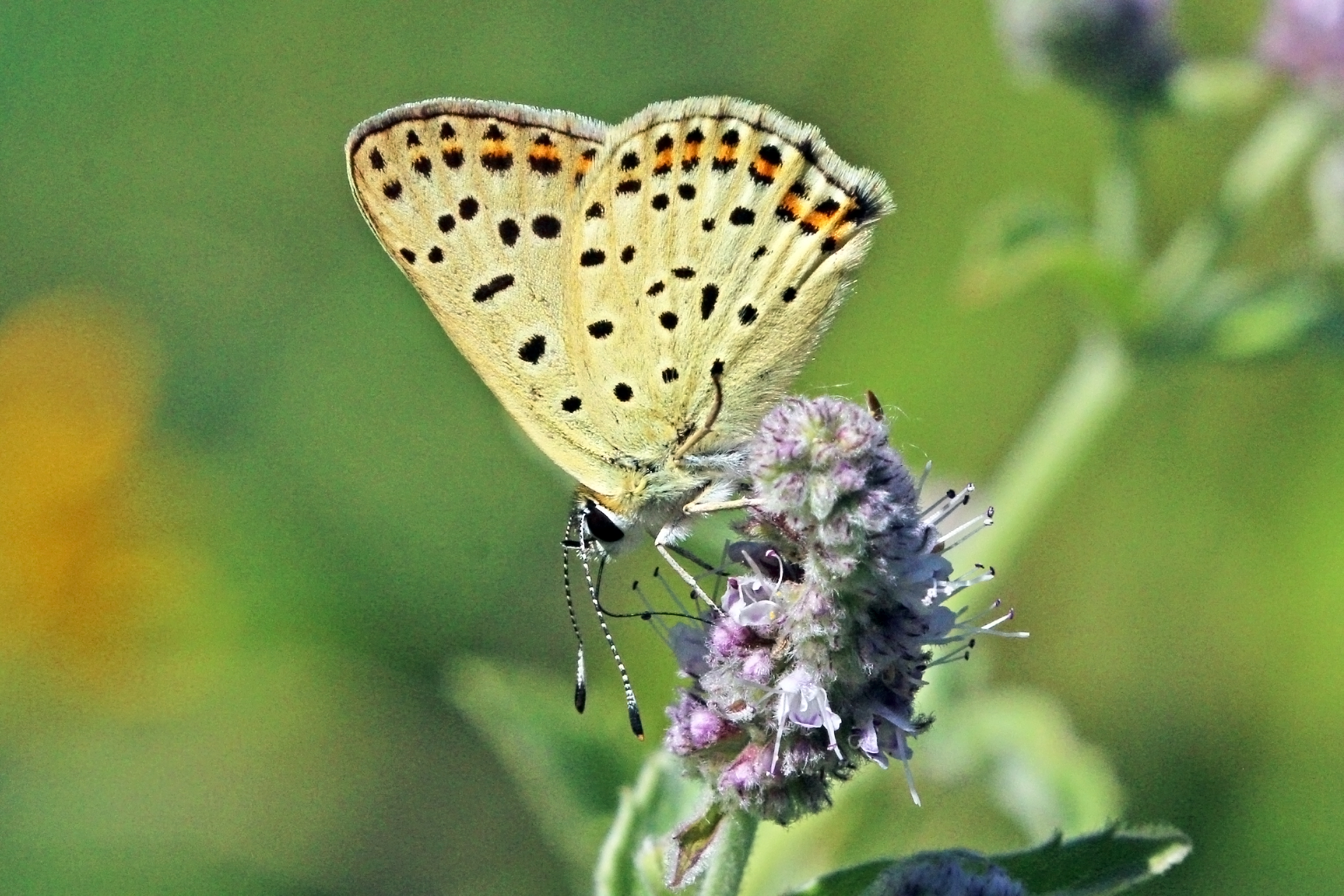
Revers d'un mascle
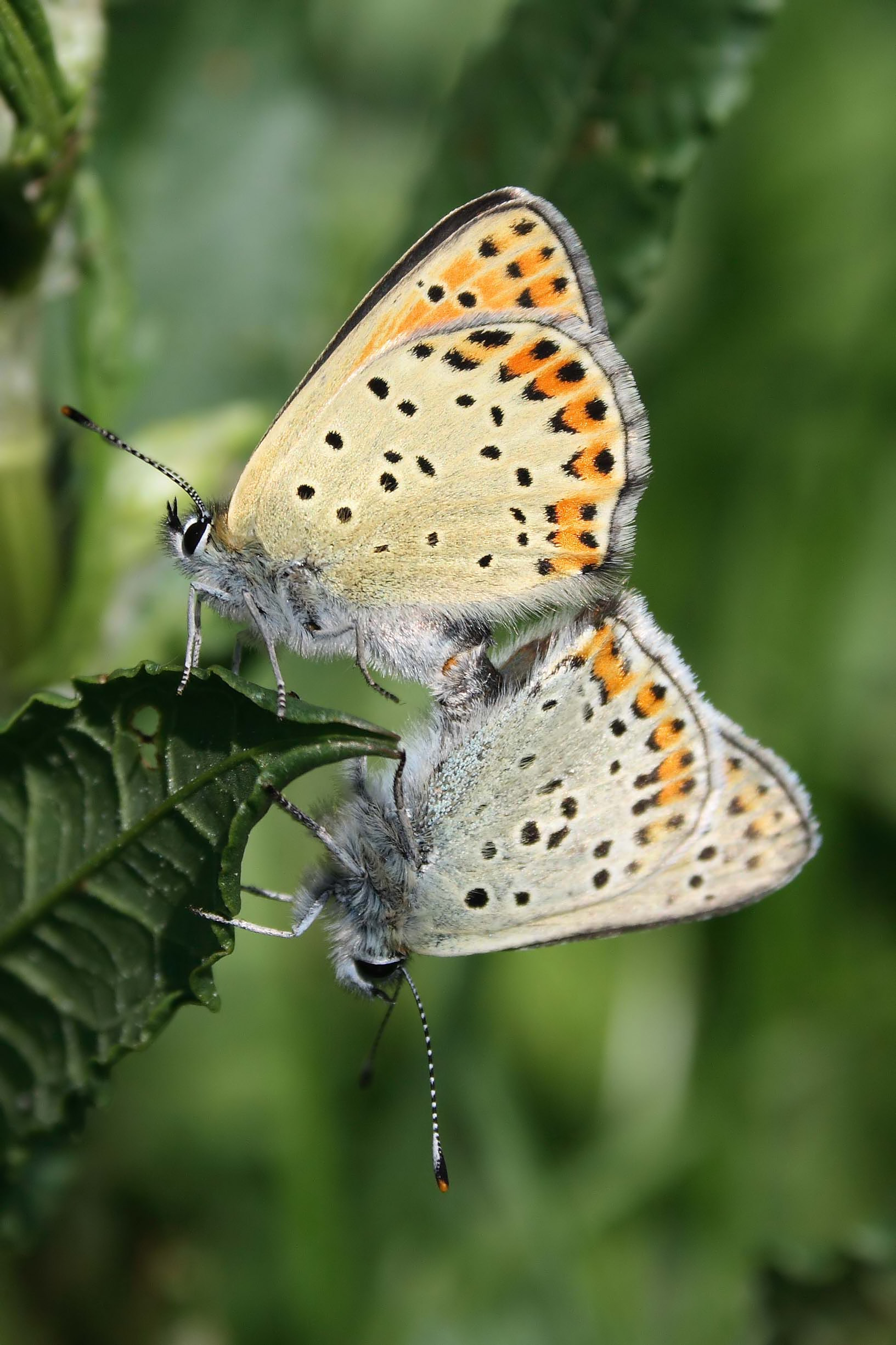
Aparellament